# Macrostomion bugabense
Macrostomion bugabense är en stekelart som först beskrevs av Cameron 1887.  Macrostomion bugabense ingår i släktet Macrostomion och familjen bracksteklar. Inga underarter finns listade i Catalogue of Life.